# Championnat de France féminin de kin-ball 2012-2013
Pour le championnat 2012-2013, 13 équipes sont inscrites. Après une première phase de poule, elles sont réparties en 2 divisions. Chaque équipe joue 3 matchs en phase de poule.

## Division 1 Féminine[1]
Le championnat féminin se déroule en 2 phases. La 2e phase se déroule à partir de janvier. Chaque équipe joue 6 matchs. 
Les 3 premiers des 2 poules de la phase 1 forment cette division.
Le premier de cette poule sera sacré champion de France de Division 1.

## Division 2 Féminine
La division 2 Féminine commence à partir de janvier. Chaque équipe joue 6 matchs.
Les équipes de la phase 1 n'ayant pu se qualifier en Division 1 forment cette division.
D'autres équipes n'ayant pas participé à la phase 1 de la D1 évoluent en D2 : Saint-Brieuc et Le Mans.
Le premier de cette poule sera sacré champion de France de Division 2.

## Règlement
Le championnat a utilisé la formule 3 de 7. Les équipes s'affrontent sur des périodes de 12 points. Le vainqueur de trois périodes remporte le match et se verra attribuer 10 points, le second se verra attribuer 6 points (après prolongation s'il le faut) et le troisième 2 points (zéro pour forfait) auxquels il faut ajouter les points de périodes et les points d'esprits sportifs.

## Clubs et équipes engagés
- Kin-ball Association Rennes (4 équipes)
- SCO Kin-ball Angers (2 équipes)
- Ponts-de-Cé
- Nantes Atlantique Kin-ball Club (2 équipes)
- Couhé
- Campbon
- Saint-Brieuc
- Le Mans